# Stöcken (Halver)
Stöcken ist eine Hofschaft in Halver im Märkischen Kreis im Regierungsbezirk Arnsberg in Nordrhein-Westfalen (Deutschland).

## Lage und Beschreibung
Stöcken liegt auf 395 Meter über Normalnull auf einer Anhöhe oberhalb der Neye (II) im südwestlichen Halver an der Stadtgrenze zu Wipperfürth. Der Ort ist über eine Zufahrt zu erreichen, die von der Kreisstraße K13 zwischen Hohenplanken und Hückeswagen abzweigt. Weitere Nachbarorte sind Auf der Eicken, Kotten, Eickerschmitte und Vossebrechen (zu Wipperfürth).

## Geschichte
Stöcken wurde erstmals 1705 urkundlich erwähnt und entstand vermutlich zwischen 1650 und 1700 als ein Abspliss von Auf der Bever oder von Kotten.
Im Jahre 1818 lebten neun Einwohner im Ort. Stöcken gehörte 1838 der Eickhöfer Bauerschaft innerhalb der Bürgermeisterei Halver an. Der laut der Ortschafts- und Entfernungs-Tabelle des Regierungs-Bezirks Arnsberg als Hof kategorisierte Ort besaß zu dieser Zeit zwei Wohnhäuser, eine Fabrik bzw. Mühle und ein landwirtschaftliches Gebäude. Zu dieser Zeit lebten 14 Einwohner im Ort, allesamt evangelischen Glaubens.
Das Gemeindelexikon für die Provinz Westfalen von 1887 gibt eine Zahl von 26 Einwohnern an, die in vier Wohnhäusern lebten.